# دان ميلر (سياسي أمريكي مواليد 1973)
دان ميلر (بالإنجليزية: Dan Miller)‏ هو سياسي أمريكي، ولد في 9 فبراير 1973 في كونيتيكت في الولايات المتحدة. نشط حزبياً في الحزب الديمقراطي. وقد انتخب عضو مجلس نواب بنسيلفانيا.

## وصلات خارجية
- الموقع الرسمي